# Association internationale des universités
Pour les articles homonymes, voir AIU et IAU.
L'Association internationale des universités (AIU) (en anglais : International Association of Universities, IAU), est une organisation non gouvernementale. L'AIU travaille dans le domaine de l'enseignement supérieur et réunit plus de 600 membres de 130 pays différents. L'AIU est un partenaire officiel de l'UNESCO. Son Secrétariat est basé à Paris au siège de l'UNESCO.

## Historique
L'Association internationale des universités a été créée sous l'égide de l'UNESCO le 9 décembre 1950, lors de la conférence internationale des universités à Nice, dans le but d'encourager la coopération entre établissements d'enseignement supérieur du monde entier.

## Mission, valeurs et activités

### Mission
Elle a pour mission de :
- promouvoir la collaboration entre ses membres ;
- contribuer à la création, la diffusion et l’application de connaissances ;
- faire du plaidoyer pour des politiques et des pratiques respectant la diversité, l'équité et la responsabilité sociale ;
- servir de forum pour favoriser l'innovation, les partenariats ainsi que l'apprentissage mutuel et partagé.

### Valeurs
Elle contribue à promouvoir des valeurs fondamentales parmi ses membres et toute la communauté de l'enseignement supérieur dont :
- la liberté académique et l'autonomie institutionnelle ;
- l'éthique et l’intégrité ;
- l'équité, la solidarité, la coopération ;
- la qualité de l'apprentissage et de la recherche et de la sensibilisation ;
- la responsabilité des universités envers toutes les communautés ;
- le respect de la diversité.

### Activités
Elle travaille autour de 4 grandes priorités :
- le Leadership ;
- l'internationalisation ;
- le développement durable ;
- les technologies de l'information et de la communication.

Elle développe :
- de l'expertise et de l'analyse de tendances ;
- des publications et des portails spécialisés ;
- des services de conseils ;
- de la formation et de l'apprentissage entre pairs ;
- des événements de partage de connaissances ;
- des activités de plaidoyer et de représentation au niveau mondial.

## Fonctionnement
Les organes de gouvernance de l'AIU sont l'Assemblée générale et le Conseil d'administration. Le Secrétariat met en œuvre la stratégie adoptée par les organes de gouvernance.

## Membres
Au 1er janvier 2017, l'Association internationale des universités comprenait plus de 600 membres (établissements, organismes, affiliés et associés) de 130 pays.